# Providenija
Providenija (ryska Провиде́ния) är en ort i den autonoma regionen Tjuktjien i Ryssland. Staden är den största på Tjuktjerhalvön. Folkmängden uppgår till cirka 2 000 invånare.

## Historia
Providenija grundades på 1930-talet och blev en hamnstad som betjänade den östra sidan av Nordostpassagen.

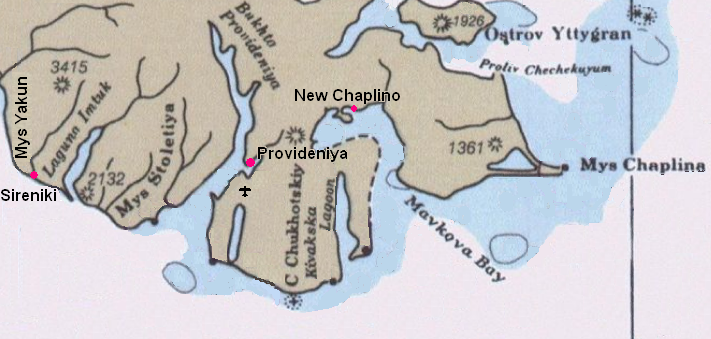
Providenija, Providenijaviken och omgivande områden.